# Рэнкин, Крис
Кристофер Уильям «Крис» Рэнкин (род. 8 ноября 1983, Окленд, Новая Зеландия) — новозеландский актёр. Получил известность исполняя роль Перси Уизли в серии фильмов о Гарри Поттере.

## Ранняя жизнь
Рэнкин родился в Окленде, Новая Зеландия. Жил в Ротсей Бэй до шести лет. Посещал Кристин школу в Албани. Впоследствии семья Рэнкина мигрировала в Норфолк, Великобритания, где и проживает в настоящее время.

## Карьера
Приобщаться к актёрскому ремеслу Рэнкин начал в одиннадцать лет. Для этого он обучался в начальной школе Шипдхэм, Высшей школе Нортгэйт и Дерхэмском колледже. В высшей школе Нортгэйт он появлялся в постановках Багси Мэлоун и Лев, колдунья и платяной шкаф. Его профессиональная актёрская карьера началась, когда в 2000 году он был назначен на роль Перси Уизли в серии фильмов о Гарри Поттере.
Рэнкин является одним из основателей театральной труппы «Пэйнтед Хорс». 
Кроме поттерианы Рэнкин появляется в телесериале «Клуб Ракалий», и озвучивает персонажа Джека Потрошителя в аудиокниге «Осень террора». 
Ныне проходит обучение в Университете Линкольна в Кингстон-апон-Халл.

## Фильмография, телевидение
| Год       | Название                            | Роль        | Примечания |
| --------- | ----------------------------------- | ----------- | ---------- |
| 2001      | Гарри Поттер и философский камень   | Перси Уизли |            |
| 2002      | Гарри Поттер и Тайная комната       | Перси Уизли |            |
| 2002      | Улыбка                              | Крис Рэнкин |            |
| 2002—2003 | Джек и бобовое дерево               | Джек        |            |
| 2003—2007 | Огги и тараканы                     | Марки       |            |
| 2003      | Вкус мёда                           | Джефф       |            |
| 2004      | Белоснежка и семь гномов            |             |            |
| 2004      | Гарри Поттер и узник Азкабана       | Перси Уизли |            |
| 2005      | Клуб Ракалий                        | Уоринг      |            |
| 2006      | Explode, Chapter Two: Into the Fold | Крис Хэйнс  |            |
| 2007      | Гарри Поттер и Орден Феникса        | Перси Уизли |            |
| 2010      | Гарри Поттер и Дары Смерти: часть 1 | Перси Уизли |            |
| 2011      | Гарри Поттер и Дары Смерти: часть 2 | Перси Уизли |            |
| 2011      | Камень                              |             | TBA        |